# 伊達市 (福島県)

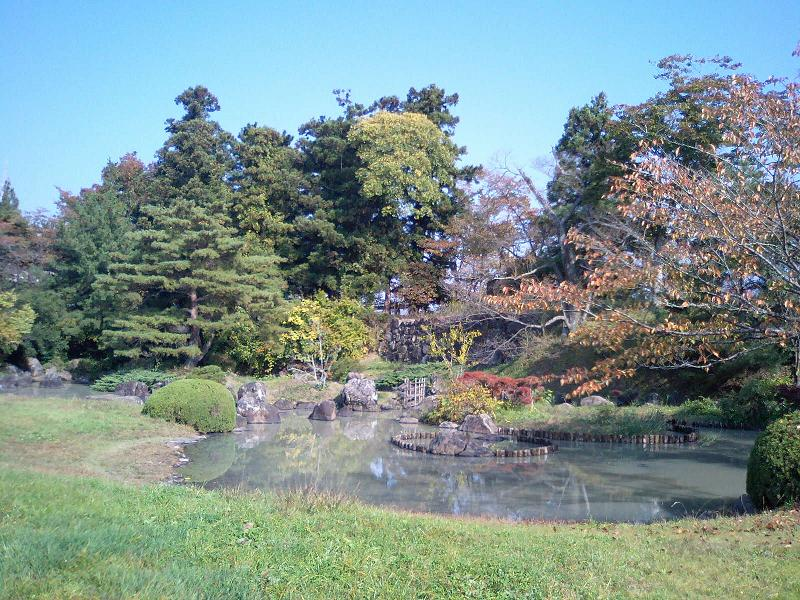
梁川城趾、心字の池

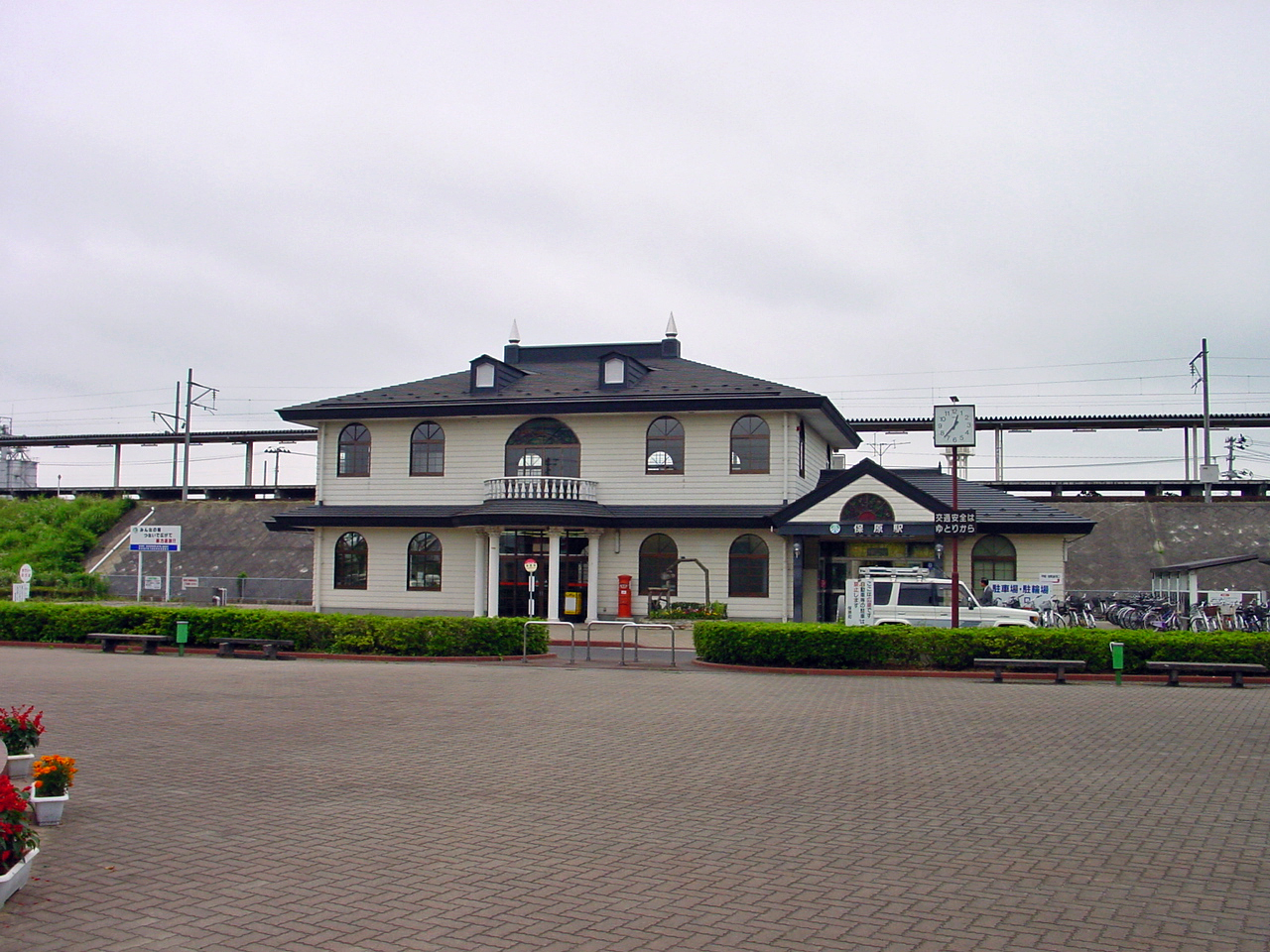
旧伊達郡役所を再現した保原駅

伊達市（だてし）は、福島県中通り北部に位置する市。

## 概要
福島盆地北東部のおよそ半分を占め、江戸時代以降は養蚕業の街として発展した。現在は行政都市の福島市を支える位置づけにあり、衛星都市としての役割を担っている。
おおむね西端部を阿武隈川に福島盆地の一部。東端部を阿武隈高地の順に、高低差がある盆地特有の地形である。
名産のあんぽ柿や、全国有数の収穫量があるモモ（桃）の産地である。

### 市名
郡名に由来した自治体名で、旧伊達町（現在の伊達地域）が中心となって合併したというわけではない。旧伊達町は元々は伊達郡長岡村と呼ばれており、東北本線開業時も村域内の駅名を長岡駅としていた。しかし、信越本線長岡駅（新潟県長岡市）との駅名の重複を避けるため、1924年12月に郡名に由来して伊達駅と駅名を変更し、1940年に長岡村が町制を施行する際に、村内にあった伊達駅から町名をとった経緯がある。
江戸時代の前期以前は伊達は「だて」ではなく「いだて」または「いだち」と読んだ。

### 同一名称の市名
北海道に伊達市があったため、広島県府中市及び東京都府中市に続く、全国で2例目の「同一名称の市」となった。同一名称の市区町村一覧も参照。なお、過去には福島県若松市（現会津若松市）及び福岡県若松市（現北九州市若松区）が存在しており、史上3例目となる。
北海道伊達市は仙台藩主伊達家（伊達宗家）の家臣だった亘理伊達氏（分家）が入植したのが由来である。その伊達家は、鎌倉時代に伊達郡の領地を与えられたために伊達氏と改姓したのが発祥であり、また、亘理伊達氏の初代当主である伊達成実も伊達郡の出身であり、いわば伊達郡が本家である。北海道伊達市側からは反論もなく、穏便に同名・同音の市となった。
北海道伊達市と区別するため、テレビ番組や地震情報などではしばしば「福島伊達市」あるいは「福島伊達」という字幕が表示されるが、これは「福島県伊達市」の意味であり、「福島伊達」という市名ではない。

## 地理
面積265.1平方キロメートル。
平野部を含むため、福島県内でも比較的経済活動が活発で人口も多い地域である。福島県内の自治体として、人口は第7位、農業生産額は第3位、製造品出荷額は第6位、商品販売額は第8位、財政規模は第8位となる。
人口、商工業、農業は、福島盆地の平野部である伊達地域、保原地域の北部、梁川地域の西部が中心となっている。合併前の旧伊達町に当たる伊達地域は、福島県内で最も人口密度の高い自治体だった。一方で梁川地域東部、保原地域南部、霊山地域、月舘地域は阿武隈高地の山間部で、人口密度も低く、林業や農業が中心で過疎化も進んでいる。

### 河川
- 阿武隈川
- 広瀬川
- 塩野川
- 東根川
- 小国川
- 石田川

### 山
- 霊山

### 隣接している自治体
福島県
- 福島市
- 相馬市
- 伊達郡：桑折町、国見町、川俣町
- 相馬郡：飯舘村

宮城県
- 白石市
- 伊具郡：丸森町

## 気候
- 北西部は福島盆地の一部であり、内陸性盆地型気候。東部・南部は阿武隈高地の一部にあたる。
- 盆地の低地は標高50m以下、盆地周辺部の霊山は標高825mと高低差があり、地域による気候・天気の差がある。
- 特に夏は他の盆地同様暑く、最高気温が35度を超えることは多々ある。
- 冬の積雪は年に数回、10～30cm降る程度。マイナス10度を下回ることはほとんどない。
- 市内の梁川に気象庁のアメダス観測点がある。
  - 2023年（令和5年）8月5日、全国での最高気温40.0度を観測した。これはこの夏全国で初めての40度台であり、福島県内初の40度台の観測だった。同日福島市では39.1度を観測し、伊達市、福島市とも観測史上1位となった[1]。

| 梁川（1991年 - 2020年）の気候      | 梁川（1991年 - 2020年）の気候 | 梁川（1991年 - 2020年）の気候 | 梁川（1991年 - 2020年）の気候 | 梁川（1991年 - 2020年）の気候 | 梁川（1991年 - 2020年）の気候 | 梁川（1991年 - 2020年）の気候 | 梁川（1991年 - 2020年）の気候 | 梁川（1991年 - 2020年）の気候 | 梁川（1991年 - 2020年）の気候 | 梁川（1991年 - 2020年）の気候 | 梁川（1991年 - 2020年）の気候 | 梁川（1991年 - 2020年）の気候 | 梁川（1991年 - 2020年）の気候 |
| 月                                 | 1月                           | 2月                           | 3月                           | 4月                           | 5月                           | 6月                           | 7月                           | 8月                           | 9月                           | 10月                          | 11月                          | 12月                          | 年                            |
| ---------------------------------- | ----------------------------- | ----------------------------- | ----------------------------- | ----------------------------- | ----------------------------- | ----------------------------- | ----------------------------- | ----------------------------- | ----------------------------- | ----------------------------- | ----------------------------- | ----------------------------- | ----------------------------- |
| 最高気温記録 °C （°F）             | 16.6 (61.9)                   | 21.5 (70.7)                   | 25.4 (77.7)                   | 32.3 (90.1)                   | 36.2 (97.2)                   | 36.6 (97.9)                   | 39.1 (102.4)                  | 40.0 (104)                    | 36.7 (98.1)                   | 32.6 (90.7)                   | 26.0 (78.8)                   | 20.9 (69.6)                   | 40.0 (104)                    |
| 平均最高気温 °C （°F）             | 5.9 (42.6)                    | 7.2 (45)                      | 11.2 (52.2)                   | 17.7 (63.9)                   | 23.0 (73.4)                   | 25.7 (78.3)                   | 28.9 (84)                     | 30.4 (86.7)                   | 26.2 (79.2)                   | 20.6 (69.1)                   | 14.6 (58.3)                   | 8.7 (47.7)                    | 18.3 (64.9)                   |
| 日平均気温 °C （°F）               | 1.3 (34.3)                    | 2.0 (35.6)                    | 5.2 (41.4)                    | 10.9 (51.6)                   | 16.4 (61.5)                   | 20.1 (68.2)                   | 23.7 (74.7)                   | 24.9 (76.8)                   | 20.9 (69.6)                   | 14.8 (58.6)                   | 8.6 (47.5)                    | 3.6 (38.5)                    | 12.7 (54.9)                   |
| 平均最低気温 °C （°F）             | −3.0 (26.6)                   | −2.6 (27.3)                   | −0.4 (31.3)                   | 4.6 (40.3)                    | 10.3 (50.5)                   | 15.5 (59.9)                   | 19.8 (67.6)                   | 21.0 (69.8)                   | 16.7 (62.1)                   | 9.9 (49.8)                    | 3.2 (37.8)                    | −1.0 (30.2)                   | 7.8 (46)                      |
| 最低気温記録 °C （°F）             | −12.6 (9.3)                   | −12.1 (10.2)                  | −10.2 (13.6)                  | −4.4 (24.1)                   | 0.4 (32.7)                    | 5.8 (42.4)                    | 10.3 (50.5)                   | 11.6 (52.9)                   | 5.7 (42.3)                    | −1.7 (28.9)                   | −5.2 (22.6)                   | −16.2 (2.8)                   | −16.2 (2.8)                   |
| 降水量 mm （inch）                 | 49.9 (1.965)                  | 33.0 (1.299)                  | 64.1 (2.524)                  | 75.1 (2.957)                  | 83.0 (3.268)                  | 109.4 (4.307)                 | 159.2 (6.268)                 | 143.9 (5.665)                 | 158.4 (6.236)                 | 123.4 (4.858)                 | 53.2 (2.094)                  | 41.5 (1.634)                  | 1,095.4 (43.126)              |
| 平均降水日数 （≥1.0 mm）           | 7.9                           | 6.5                           | 8.2                           | 8.0                           | 8.9                           | 10.8                          | 13.2                          | 10.7                          | 11.0                          | 8.7                           | 6.7                           | 8.1                           | 108.3                         |
| 平均月間日照時間                   | 133.2                         | 142.5                         | 172.1                         | 186.6                         | 192.0                         | 145.5                         | 135.6                         | 157.3                         | 127.1                         | 132.0                         | 127.6                         | 119.2                         | 1,765.3                       |
| 出典1：Japan Meteorological Agency |                               |                               |                               |                               |                               |                               |                               |                               |                               |                               |                               |                               |                               |
| 出典2：気象庁                      |                               |                               |                               |                               |                               |                               |                               |                               |                               |                               |                               |                               |                               |

## 歴史

### 先史時代
伊達市は福島盆地とその周囲を山地を含む地域の北東側を占める。福島盆地が誕生したのは約20万年前の中期更新世で、その後緩やかに沈降しながら時に隆起し、盆地内に平野部と段丘を形成して現在に至っている。伊達郡桑折町の平林遺跡では約3万年前の旧石器時代の打製石器が発見されているため、少なくともそのころには人の営みが始まっていた。

### 古代
古墳時代前期、福島県域ではまず会津地方で畿内とほぼ同時期に前方後円墳などが作られ始めているが、中期（5世紀）となると、会津地方よりもむしろ中通り地方で多く古墳が作られるようになり、伊達市を含む福島盆地でも数多くの古墳が作られた。伊達市内には愛宕山古墳群、大泉みずほ古墳群、新山古墳群などがある。
5世紀末、福島盆地も大和朝廷の支配下にはいり、大和朝廷勢力圏の北限として信夫国造が置かれた。信夫（しのぶ）は福島盆地一帯の名称である。信夫近隣では伊具（宮城県伊具郡・角田市）、思（おもい）（宮城県亘理郡）、阿尺（あさか）（福島県郡山市）、染羽（しねは）（福島県双葉郡）、白河（福島県白河市）に国造がおかれた。氏姓制度では血縁を表す氏（うじ）と職務を表す姓（かばね）が定められたが、信夫国造は久麻直（くまのあたい）なので、信夫国造の姓が直（あたい）であったことがわかる。また、信夫国の部民は、丈部（はつかせべ）、壬生部（みぶべ）、太田部（おおたべ）などがいた。また、大和朝廷勢力圏の北限として、蝦夷に対するため、軍備の任も担っていた。また陸奥国開拓のため、関東や近畿地方からの半ば強制的と思われる大量移民も行われていた。太田部とは新田開発のための移民団である。

### 飛鳥・奈良時代
7世紀中期 - 8世紀初頭には地方行政が再編され、国（くに）は評（こおり）を経て郡（こおり・ぐん）と名称が変わり、信夫国も信夫郡となった。また、道国郡制が整備され、東山道陸奥国信夫郡となった。行政官である国造も評司（こおりのつかさ）、郡司（ぐんじ）と変遷した。
701年（大宝元年）、律令制が始まると大和朝廷の勢力圏は現在の宮城県域まで北進し、それによって、718年（養老2年）には陸奥国の分国が行われた。陸奥国のうち、信夫郡、安積郡、岩背郡、白河郡、会津郡の5郡は石背国（いわせのくに）となった。同様に菊田郡、石城（いわき）郡、標葉（しねは）郡、行方（なめかた）郡、宇太（うだ）郡、曰理（わたり）郡は石城国となり、残る柴田郡、刈田郡、名取郡、宮城郡、黒川郡等の北部が新しい陸奥国となった。ただし、分国された新しい陸奥国では北方防備に十分な経済力を維持できなかったため、724年（神亀元年）までにこの3国は再び合併して陸奥国に戻された。

### 平安時代
10世紀初頭、各郡の大きさ（人口、経済力）を平均化するために全国的に郡の分割や再編を行った。福島盆地域では、信夫郡から伊達郡を分割した。ここに始めて伊達郡が誕生する。信夫郡には8つの郷（ごう）があったが、そのうち小倉郷（福島市南部、大森川以南で阿武隈川以西）、安岐郷（福島市中心部、大森川以北で松川以南で阿武隈川以西）、岑越（みねこし）郷（信夫山周辺、松川以北で摺上川以南で阿武隈川以西）、曰理（わたり）郷（福島市南部、阿武隈川以東の南部）が信夫郡として残り、伊達郷（福島盆地北部、摺上川以北で阿武隈川以西）、靜戸（しずりべ）郷（伊達市主要域、阿武隈川以東の北部）、鍬山（くわやま）郷（伊達市月舘町や伊達郡川俣町、伊達郡飯野町などの阿武隈高地域）が、新しく伊達郡となった。
当時の松川は信夫山（当時は岑越山）の南側を流れていたため、信夫山は松川以北となる。
11世紀末になると、奥州藤原氏が東北地方のほぼ全域を直接的間接的な支配下においた。信達地方（信夫郡と伊達郡）は、福島県中通りと会津をほぼ支配下におさめた藤原氏の一族である信夫佐藤氏の本拠地となった。

### 鎌倉・室町時代
源頼朝の奥州合戦の事実上の決戦が伊達郡国見町の厚樫山（国見山）山麓で行われた。このとき、信夫佐藤氏の佐藤基治を破った功で、関東武士で中村氏（常陸伊佐氏）が源頼朝から伊達郡を拝領したため、下野国中村荘あるいは常陸国伊佐から分家して伊達郡に定住して伊達氏を名乗るようになった。奥州伊達氏の起こりである。これ以降安土桃山時代まで、伊達郡は伊達氏の本拠地として、一貫して伊達氏支配下にあった。長く伊達氏が本城を置いた梁川（伊達市梁川町）では、梁川城が築かれ、伊達氏の勢力拡大とともに南奥州の中心地の一つとして、多数の寺社が建立されたり、中世庭園が造園されたりしている。室町時代、伊達氏は京文化の取り入れに熱心だった。
一方、南北朝時代には、1337年、南朝側の義良親王（後村上天皇）と北畠顕家が霊山（りょうぜん）に霊山城（伊達市霊山町）を構え、北朝に対する拠点となった。これを支えたのが伊達行朝（伊達行宗）や同族の中村経長らである。義良親王や北畠顕家らは霊山から京に攻め上り、伊達行朝も北畠顕家従って上洛した後、帰山した。その後も南朝側として奮戦したが、1347年に霊山城は落城し、伊達行朝も翌年死去した。

### 安土桃山時代
伊達氏は勢力拡大や内紛を経て、本城を梁川城から桑折西山城、米沢城、会津黒川城へと移していくが、豊臣秀吉が奥州仕置で伊達政宗を岩出山に転封したことにより、伊達郡は会津に入封した蒲生氏領を経て、越後から会津に改易された上杉景勝領となった。関ヶ原の戦いの折りには、旧領回復を目指す伊達政宗軍が福島盆地に攻め寄せて梁川から福島で激しい戦いが繰り広げられたが（松川の戦いなど）、上杉軍は伊達軍を撃退した。
関ヶ原の戦いの翌年、上杉景勝は徳川家康に会津や中通り中部の諸郡を没収され、120万石から置賜郡（長井郡）と信夫郡、伊達郡のみの30万石になって江戸時代を迎えた。

### 江戸時代
江戸時代初期の伊達郡は上杉氏米沢藩領であり、米沢藩の福島奉行（信夫伊達両郡代）の支配下となった。120万石から30万石となっても家臣の多くを抱えたままだったため、米沢藩では深刻な財政難に陥り、新田開発なども積極的に行われた。伊達郡北部では西根堰の完成により、飛躍的な増産を実現している。その後、1664年（寛文4年）の相続問題により、信夫郡、伊達郡は米沢藩より召し上げられ、米沢藩は15万石、信夫郡と伊達郡は天領（幕府直轄領）となった。
1679年、本多氏福島藩15万石が成立するが、本多氏は1682年には転封され、再び天領となる。続く1683年に松平氏梁川藩3万石が成立する。この梁川藩の成立によって、ながらく続いた信達平野（信夫郡伊達郡）の一括支配は終わりを迎え、この後明治維新まで、伊達郡、信夫郡とも、村単位で梁川藩領、福島藩領、天領、他藩の飛び地、預かり地などがめまぐるしく入り乱れる。桑折藩（伊達郡桑折町）や下手渡藩（伊達市月舘町）も置かれた。
たとえば、梁川一帯はすべて梁川藩というような単純なものではなく、梁川藩領の中に天領があったり、五十沢（いさざわ）（伊達市梁川町）が桑折陣屋管轄なのに五十沢と桑折の間の川内は川俣陣屋管轄だったり、半沢や成田（いずれも伊達郡桑折町）が福島藩の飛び地だったり、福島藩と梁川藩の間に二本松藩の飛び地があったり、という具合だった。また、梁川藩自体も、廃藩になったり、松前氏梁川藩となったり、会津藩や平藩の飛び地になったりした。
一方、江戸時代を通じて伊達郡一帯では養蚕業が発展し、特に梁川は全国的に知られる蚕都となった。江戸時代中期には、全国の蚕種生産高の半分以上は信達地方の生産だったという。幕末には品種改良や温暖育の技術を完成させ、蚕当計（養蚕用温度計）の発明によって、科学的な養蚕…高品質な生糸の安定生産を実現した。こうした好景気によって、民間レベルの学問の向上、全国からの蚕種・生糸買い付け人を迎えるための遊興施設や宿施設の充実などが興り、それらが土壌となって大衆文化が花開いた。

### 明治以降
幕末からの養蚕業による好景気は明治になるまで続いたが、その後の養蚕業の低迷によって現在、農業は果樹中心に転向している。特に桃やりんご、柿の栽培が盛んである。特に五十沢で大正時代に発明されたあんぽ柿はこの地方の特産物として名高い。
一方、古来より信夫郡と伊達郡は同じ福島盆地として不可分の生活圏を構成していたが、福島市が福島県の県庁所在地となって急速に都市化したことにより、伊達郡域の町は福島市の衛星都市化した。特に高度成長期後にその傾向が顕著で、通勤通学も福島市へ行く人口が多い。

## 沿革
- 1889年（明治22年）4月1日 町村制施行
  - 伏黒村、長岡村、梁川町、五十沢村、富野村、山舟生村、白根村、堰本村、粟野村、保原町、大田村、柱沢村、富成村、上保原村、掛田村、霊山村、石戸村、小国村、小手川村、小手村
- 1893年（明治26年）2月3日 小島村が小手村から分立した。
- 1898年（明治31年）1月19日 掛田村が町制施行して掛田町となった。
- 1928年（昭和3年）1月1日 小手川村が町制施行して月舘町となった。
- 1940年（昭和15年）4月1日 長岡村が町制施行して伊達町となった。
- 1954年（昭和29年）3月31日 藤田町、小坂村、大木戸村、森江野村、大枝村のうちの旧西大枝村と旧川内村が合併して国見町となり、旧東大枝村が梁川町に編入した。
  - 大枝村に関しては、1871年（明治4年）に成立した西大枝村、川内村、東大枝村が1889年（明治22年）に合併して大枝村となった。1954年（昭和29年）に大枝村として一度国見町に合併した後、旧東大枝村で住民運動が起き、旧東大枝村だけ国見町から離脱して梁川町に編入した。[5]
- 1955年（昭和30年）
  - 1月31日 掛田町、霊山村、石戸村、小国村が合併して霊山町となった。
  - 3月1日
    - 梁川町、五十沢村、富野村、山舟生村、白根村、堰本村、粟野村が合併して梁川町となった。
    - 保原町、大田村、柱沢村、富成村、上保原村が合併して保原町となった。
    - 月舘町と小手村が合併して月舘町となった。

  - 9月30日 伊達町が伏黒村に編入された。
- 1957年（昭和32年）1月1日 伏黒村が町制施行して伊達町となった。
- 2006年（平成18年）1月1日 伊達町、梁川町、保原町、霊山町、月舘町が合併して伊達市となった。
- 2011年（平成23年）3月11日 - 東日本大震災が発生。伊達市で震度6弱を観測。
- 2016年（平成28年）6月5日 - 合併10周年記念式典。伊達市歌を制定。

### 伊達郡5町合併の経緯
伊達郡では当初、桑折町、国見町、川俣町、飯野町を含む9町による郡全体での合併を検討し、2000年（平成12年）10月に伊達地方広域行政推進調査会を、2003年（平成15年）7月には伊達地方任意合併協議会を設置して協議してきた。しかし、川俣町、飯野町は福島市との合併を検討するとして離脱し、2003年（平成15年）12月に7町による伊達7町合併協議会を設置した。
法定合併協議会では地元住民を対象に、合併後の新市名を公募した。北海道に伊達市があるため、公募にあたっては選定基準、募集要項から「伊達市」を除外した。しかし、実際に公募を締め切ったところ、「伊達市」も多く寄せられた。
協議の結果、新市名称及び事務所の位置検討小委員会は公募で1位となった「だて市」のほか、「桃花（とうか）市」、「あぶくま市」、「新伊達市」、「伊達みらい市」の5点を最終候補とした。「伊達」に関する応募が多いこと、歴史があり永く親しまれてきた名称であること、沖縄県宮古島市の合併で既存市名である宮古市を用いる動きがあったことなどから、「伊達市」の取り扱いについては協議会に判断を委ねることとなった。
「市」の名称に、既存の市と同じ名称をつけることについては、これを避けるようにとする自治省（現総務省）の通知（昭和45年3月12日付け自治振第32号自治事務次官通知）があった。この通知について合併協議会が総務省に照会した結果、「既存市から異議がなければ問題はない」との回答を得た。その後北海道伊達市の意向を確認したところ、正式見解は得られなかったものの、合併協議会が独自の判断で新市の名称を定めることに対し「異議を唱える立場ではない」との回答を得た。こうした状況の変化から、協議会は公募で決まった5点の候補から「だて市」を選定し、それを漢字表記の「伊達市」にするという経緯を経て、最終的に新市名を伊達市とすることに決定した。
新市名については一般公募を行い、市名採用者の中から抽選で数名に記念品が贈られた。ただし、「『伊達市』を除く」として新市名を公募したにもかかわらず、最終的には伊達市が新市名となり、記念品は「だて市」と応募した人に贈られた。「『伊達市』を除く」という公募条件から、ひらがな市名を嫌って別の市名を応募した人も多く、この記念品贈呈の経緯にも批判の声がある。
その後、2004年（平成16年）8月になり桑折町長が突如合併協議会から離脱を表明。同年11月に離脱したため、残る6町は伊達6町合併協議会を設置し合併協議を継続することとなった。
間もなく国見町で行われた町長選挙で合併慎重派の町長が誕生し、合併協議からの離脱を表明した。同町議会は合併推進の立場で町長と対立し、一時は新市の誕生が危ぶまれた。
残った5町で2005年（平成17年）1月に新たに伊達5町合併協議会を設置し、3月に合併協定調印に漕ぎ着け、5町議会、福島県議会の議決と総務大臣の告示を経て、2006年（平成18年）1月1日に「福島県伊達市」が誕生することとなった。
なお、伊達郡飯野町は、福島市に2008年（平成20年）7月1日に編入された。さらに、福島市は、伊達市と伊達郡の全てと合併して福島市を中核市に格上げする構想、さらに二本松市や安達郡も合併に加えて政令指定都市をめざす構想もあるが、組織的な活動には至っていない。

## 地域

### 人口
| 伊達市（に相当する地域）の人口の推移 \| 1970年（昭和45年） \| 73,767人 \| \| \| 1975年（昭和50年） \| 72,977人 \| \| \| 1980年（昭和55年） \| 74,186人 \| \| \| 1985年（昭和60年） \| 74,626人 \| \| \| 1990年（平成2年） \| 74,200人 \| \| \| 1995年（平成7年） \| 73,305人 \| \| \| 2000年（平成12年） \| 71,817人 \| \| \| 2005年（平成17年） \| 69,289人 \| \| \| 2010年（平成22年） \| 66,027人 \| \| \| 2015年（平成27年） \| 62,400人 \| \| \| 2020年（令和2年） \| 58,240人 \| \| |          |  |
| 総務省統計局 国勢調査より |          |  |
| 1970年（昭和45年） | 73,767人 |  |
| 1975年（昭和50年） | 72,977人 |  |
| 1980年（昭和55年） | 74,186人 |  |
| 1985年（昭和60年） | 74,626人 |  |
| 1990年（平成2年） | 74,200人 |  |
| 1995年（平成7年） | 73,305人 |  |
| 2000年（平成12年） | 71,817人 |  |
| 2005年（平成17年） | 69,289人 |  |
| 2010年（平成22年） | 66,027人 |  |
| 2015年（平成27年） | 62,400人 |  |
| 2020年（令和2年） | 58,240人 |  |

### 区分
伊達市内には、旧自治体の枠組みで5地域に区分されている。
伊達地域、梁川地域、保原地域、霊山地域、月舘地域

### 住所表記
合併に伴う住所表記変更は以下の通り。
- 全域で住所の地番に枝番の「の」の表記を削除。例：「123番地の4」→「123番地4」
- 伊達地域の場合
  - 「伊達郡伊達町」の表記を「伊達市」に改める。
  - 旧大字箱崎、旧大字伏黒以外では、「字」を削除。例：「伊達郡伊達町字荒町」→「伊達市荒町」
  - 旧大字箱崎、旧大字伏黒では、「大字」を削除し、「字」を残す。例：「伊達郡伊達町大字箱崎字愛宕山」→「伊達市箱崎字愛宕山」
- 梁川地域、保原地域、霊山地域、月舘地域の場合
  - 「伊達郡○○町」（○○には旧町名が入る）の表記を「伊達市○○町」に改める。
  - 「大字」表記は削除、「字」表記は残す。例：「伊達郡梁川町大字五十沢字宮下」→「伊達市梁川町五十沢字宮下」

## 行政

### 市長
- 市長：須田博行（2018年2月12日就任、2期目[6]）

| 代     | 氏名       | 就任年月日    | 退任年月日    |
| ------ | ---------- | ------------- | ------------- |
| 初-3代 | 仁志田昇司 | 2006年2月12日 | 2018年2月11日 |
| 4代    | 須田博行   | 2018年2月12日 | 現職          |

### 市役所
市役所は本庁に2005年（平成17年）に完成したばかりの旧保原町役場、分庁舎に1991年（平成3年）に完成した旧梁川町役場を使用する。市役所機能は部署によって本庁か分庁舎に分けている。本庁と分庁舎は道のりにして約6km離れている。また、基本的な住民サービスについては遠くから市役所まで出向く必要のないように、旧保原町役場、旧梁川町役場、旧伊達町役場、旧霊山町役場、旧月舘町役場に総合支所として窓口を設けている。旧保原町役場、旧梁川町役場は1階が総合支所、2階以上が市庁舎となる。
市庁舎、総合支所の組織は以下の通り。
- 本庁舎
  - 市長室
  - 総務部…総務課、人事課、市民協働推進室
  - 財務部…財政課、税務課、収納課
  - 出納…会計課
  - 企画部…企画調整課、情報政策課
  - 市民生活部…生活環境課、市民課、健康推進課
  - 選挙管理委員会事務局
  - 監査委員事務局
  - 議会事務局
  - 市議会
- 梁川分庁舎
  - 子育て支援部…児童福祉課、こども育成課
  - 水道部…総務課、施設課、工事課
  - 産業部…農林課、商工観光課、農林課、国土調査課
  - 教育委員会…総務課、学校教育課、生涯学習課
  - 福祉部…社会福祉課、高齢福祉課
  - 建設部…土木課、建築住宅課、都市計画課、下水道課
  - 農業委員会事務局
- 各総合支所（保原、梁川、伊達、霊山、月舘の5支所）
  - 総務課、地域振興課、市民課、建設課、国土調査室（国土調査室は梁川総合支所、霊山総合支所のみ）

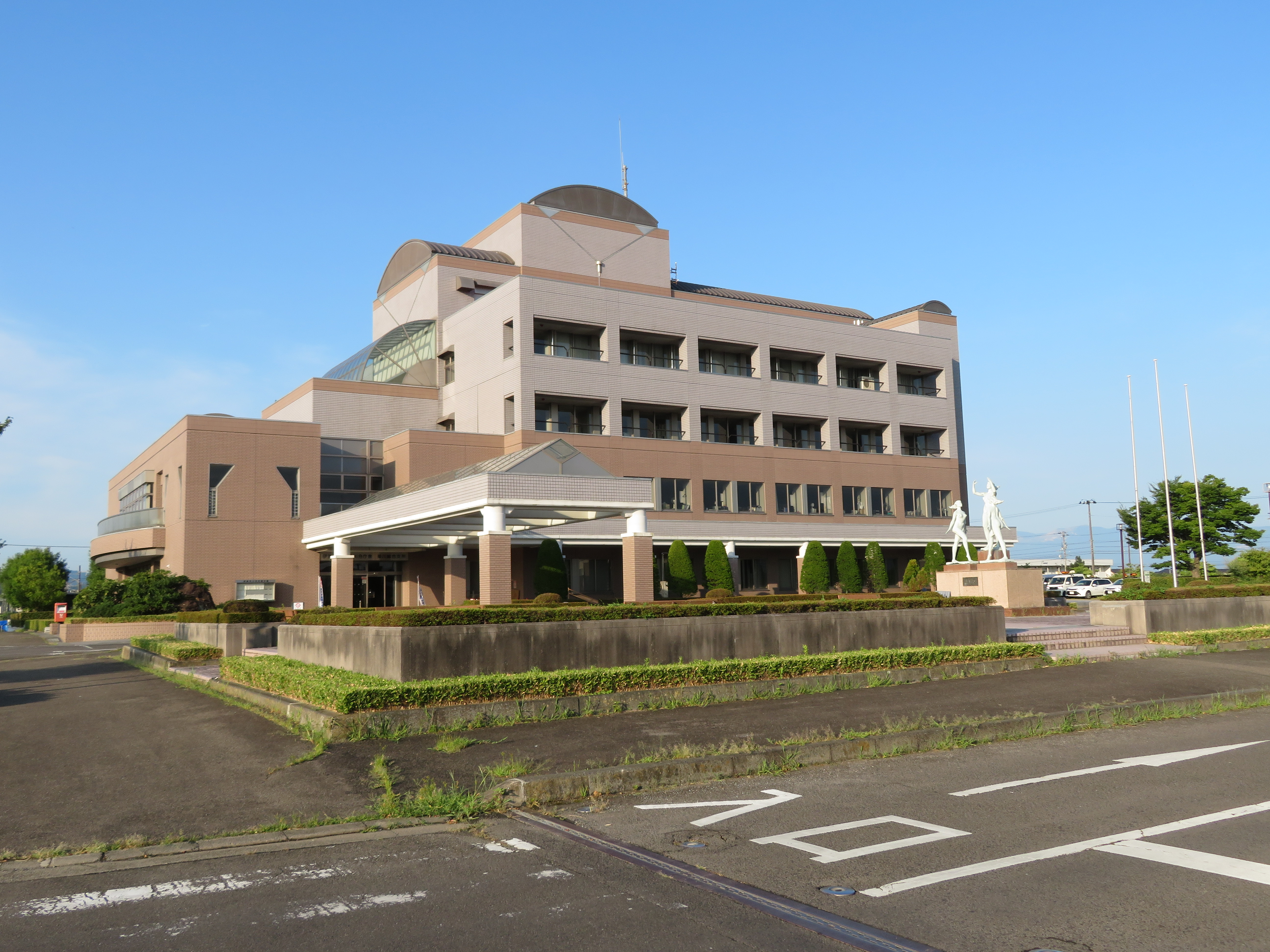
梁川分庁舎（旧梁川町役場）
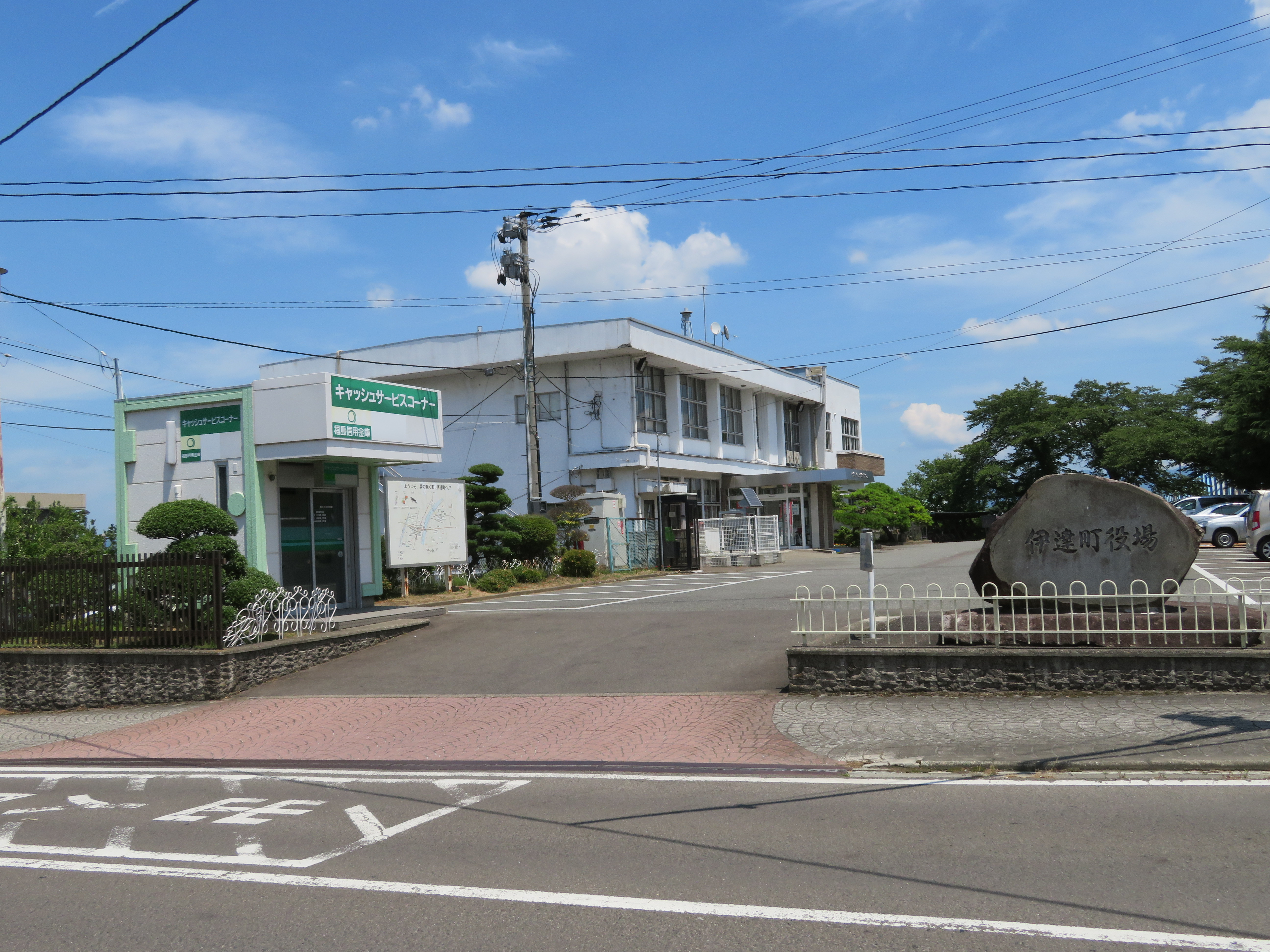
伊達総合支所（旧伊達町役場）
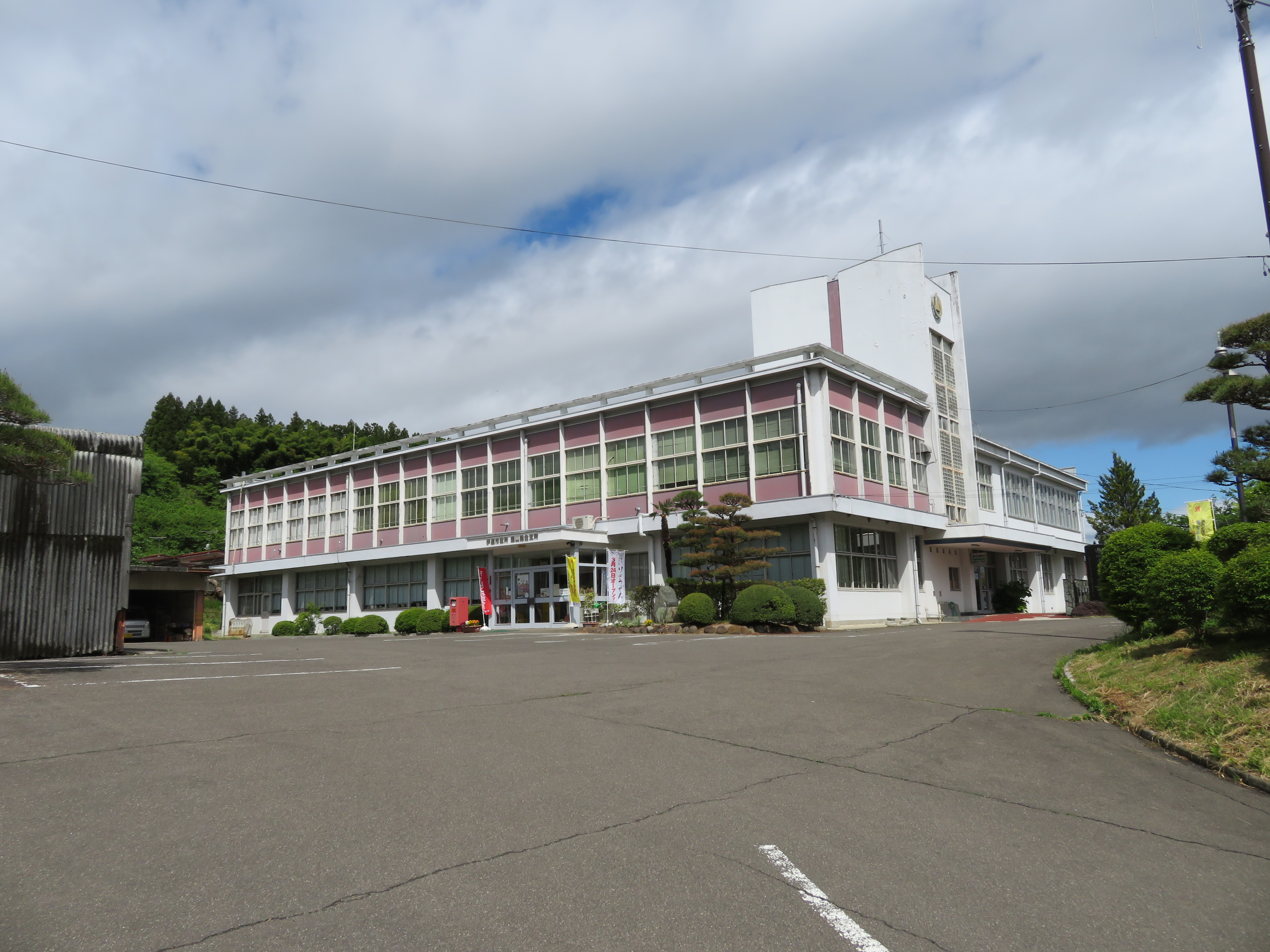
霊山総合支所（旧霊山町役場）
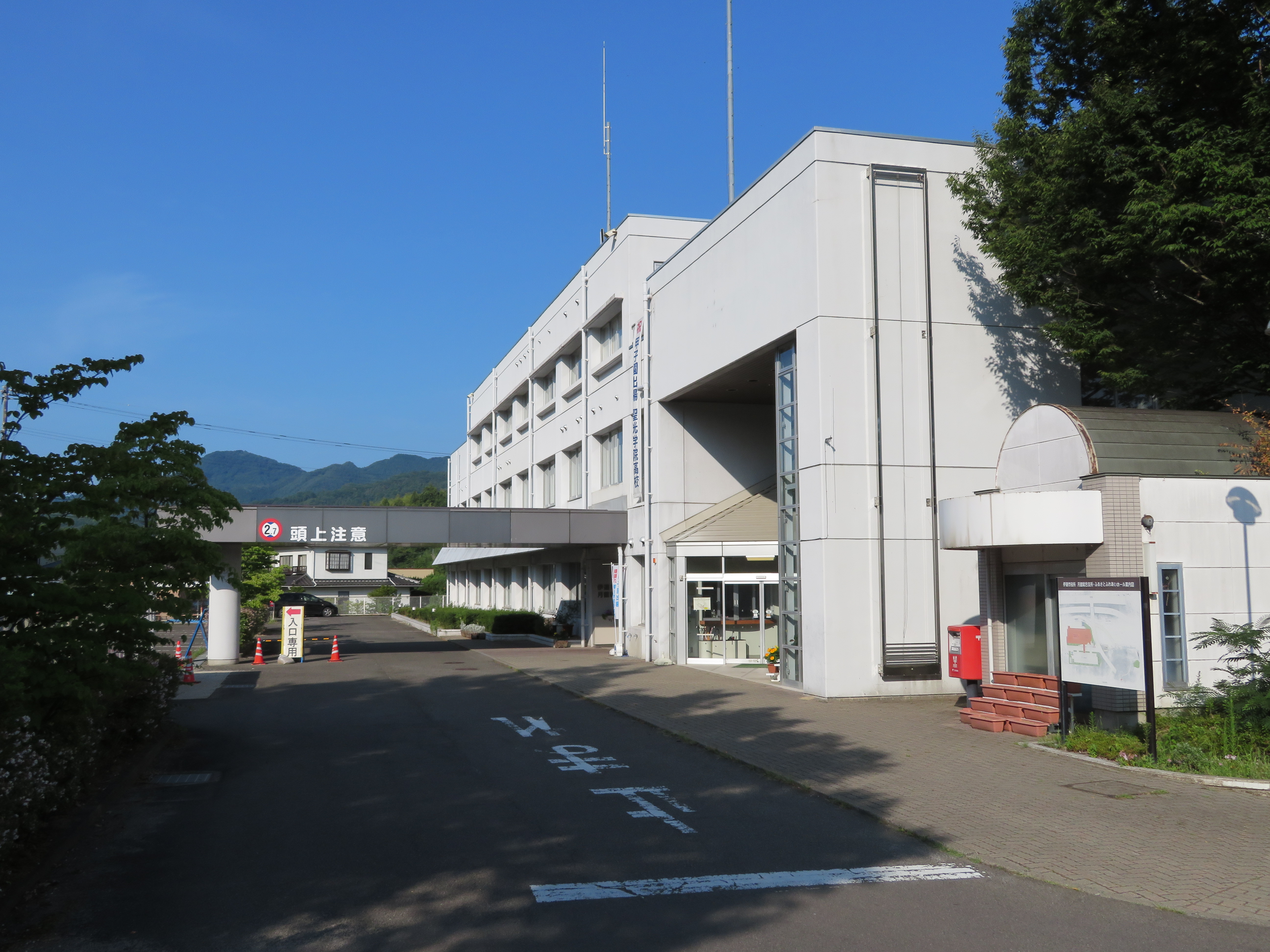
月舘総合支所（旧月舘町役場）

### 財政規模
- 平成19年度一般会計予算 歳入・歳出 253億8,200円

## 姉妹都市・提携都市
海外
- リヴィア市（アメリカ合衆国 マサチューセッツ州）:2016年（平成28年）8月2日国際姉妹都市提携

国内
- 北海道松前町:1984年（昭和59年）10月1日旧伊達郡梁川町と姉妹都市提携、その後2011年（平成23年）10月1日改めて姉妹都市提携
- 長野県南牧村:2017年（平成29年）8月3日友好交流都市提携
- 千葉県白井市:2017年（平成29年）10月26日友好交流都市提携

## 経済
隣接する福島市への通勤通学も多く、福島市の郊外地域、衛星都市としての性格も強い。福島県北部の中心地域である福島盆地は、西側を福島市、東側を伊達市と伊達郡国見町・桑折町が占め、文化的、経済的に不可分な状態にある。

### 統計
- 人口・世帯数
  - 2009年（平成21年）12月1日現在
  - 67,959人
  - 男: 33,118人, 女: 34,841人
  - 世帯数: 21,834世帯
- 面積: 265.1 平方キロメートル (km2)
- 農業生産額
  - 144億円（2004 (平成16)年）
- 製造品出荷額
  - 2,577億円（2004 (平成16)年）
- 商品販売額
  - 792億円（2004 (平成16)年）

### 農林水産業

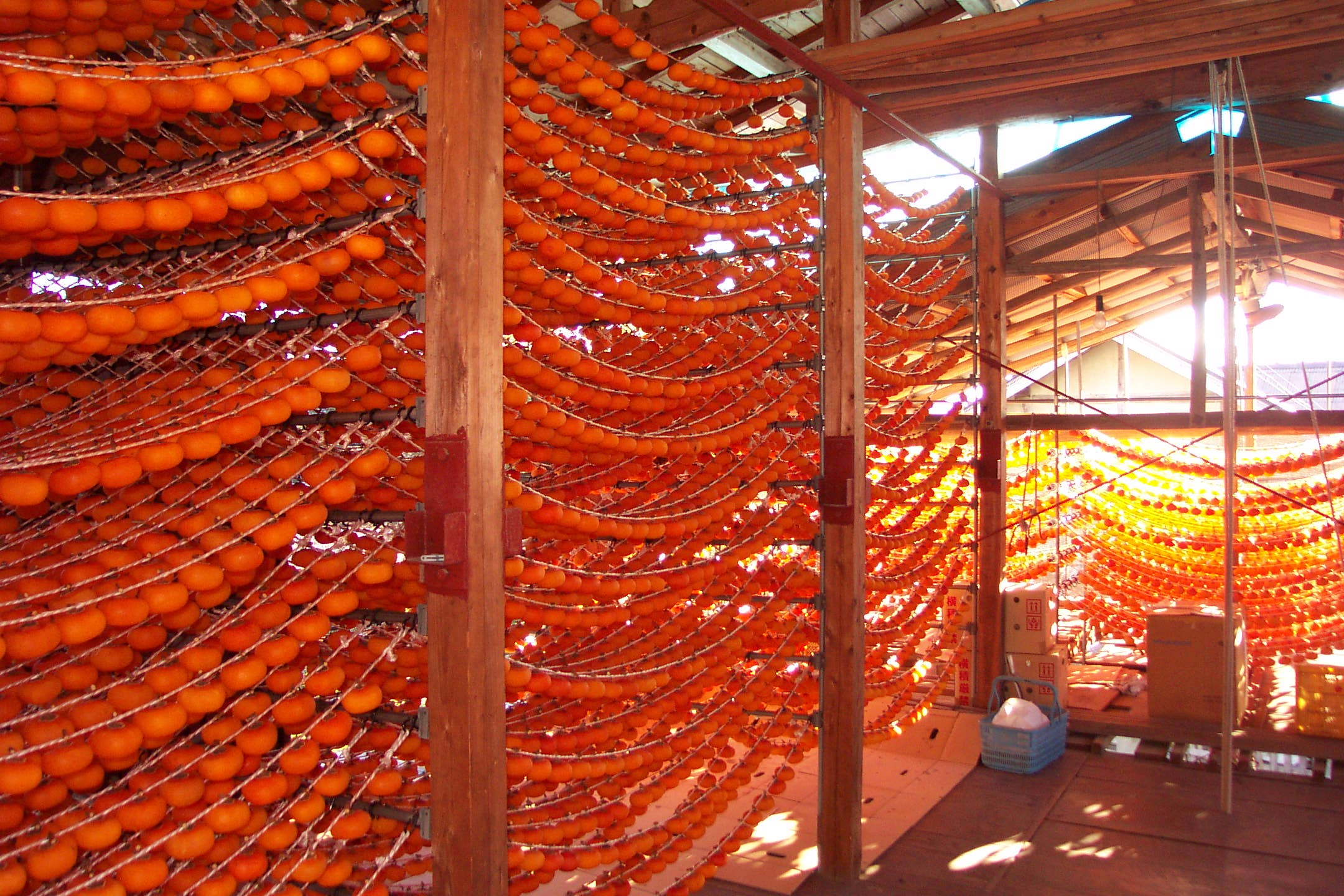
あんぽ柿。柿を干すための施設「柿ばせ」の内部

- あんぽ柿

梁川町五十沢（旧五十沢村）で、大正期に養蚕からの転業の一つとして開発された干し柿、ドライフルーツの一種である。この地域では江戸時代から干し柿が作られており、大正期、米国の硫黄燻蒸干しぶどうの製法をヒントに硫黄燻蒸の独特の干し柿を開発し、「あんぽ柿」と名付けた。「つるし柿」とも呼ばれる。現在では製法が広く知れ渡り、全国の山間部であんぽ柿が作られている。一般の農産物に比べると市場で値崩れしにくいため、梁川町を中心とした地域の農家では貴重な現金収入源として好んで作られている。
- モモ（桃）

全国有数のモモの産地であり、年間収穫量も福島市に次ぐ県内2位である。伊達市のみで、都道府県別収穫量5位の山形県1県分を上回るほどの収穫量を誇る。

### 畜産業
- 養蚕業

幕末から昭和初期にかけて養蚕によって栄えた。特に梁川町は蚕都と呼ばれ、全国からの生糸買い付け人でにぎわった。そのため梁川町には戦後まで旅館街や歌舞伎座などがあった。梁川町の歌舞伎座「広瀬座」は、その後福島市に寄贈され、文化財として移築保存されている。また、明治期には伊達市を含む福島盆地一帯で100以上の銀行が存在した。
養蚕が斜陽産業となってからは、農家は果樹栽培に、製糸業者などはメリヤス工業に転業した。保原町・梁川町を中心にメリヤス工業がさかんで、全国でもトップクラスの生産シェアを持っている。
- 地鶏

梁川町に本社をおくブロイラー業者「伊達物産株式会社」が「伊達鶏」のブランドを確立している。

### 工業
- 電子工業

保原町の工業団地にある富士通グループの富士通アイソテックの本社・工場は、富士通ブランドのデスクトップPCの生産拠点である。小中学生を対象とした「富士通パソコン組み立て教室」を、2004年（平成16年）から毎年夏休みに開催している。
梁川町の工業団地には太陽誘電グループの福島太陽誘電（旧称: ザッツ福島）があり、かつては国内最大級のCD/DVD生産工場であった。福島太陽誘電で生産していたCD/DVDは、ソニー、富士フイルム、TDK、日立マクセル等にもOEM供給していた。 現在はCD/DVDの生産から撤退している。
- 主な製造工場
  - SSKプロダクツ福島工場
  - 王子コンテナー福島工場
  - 平河ヒューテック福島工場

### 商業
イオンモール伊達構想

## 観光・文化・スポーツ

### 観光・名所・旧跡
自然
- 霊山（りょうぜん）
- 水辺の小楽校
  - 梁川町五十沢柴崎。阿武隈川の親水公園で、冬期には多数の白鳥や鴨が集まる。

名所・旧跡・歴史的建造物
- 梁川城趾
  - 梁川町鶴ヶ岡。福島県史跡。鎌倉幕府設立期に築城され、ながく伊達氏の本拠地だった。中世庭園の一部が復元されている。
- 高子ヶ岡館趾
  - 保原町高子。常陸国から伊達郡入りした伊達氏が最初に居留した館の跡。2005年に公園として再整備された。
- 農業協同組合発祥の地
  - 霊山町上小国。産業組合法公布の2年前、1898年（明治31年）10月23日、佐藤忠望が農民の困窮を救済するため、上小国に無限責任小国信用組合を設立。
- 天平陣屋跡
- 伊達市梁川美術館
  - 梁川町中町。太田良平の作品を中心に収集。企画展も多い。
- 梁川八幡宮
  - 梁川町八幡。伊達氏の氏神だった神社。
- 旧亀岡家住宅
  - 保原町総合公園。伊達郡桑折町伊達崎にあった亀岡家の住宅を移築保存。明治中期の和洋折衷住宅。外観は洋館だが、内部は日本家屋になっている。

- 高子二十境
- 霊山の霊山城

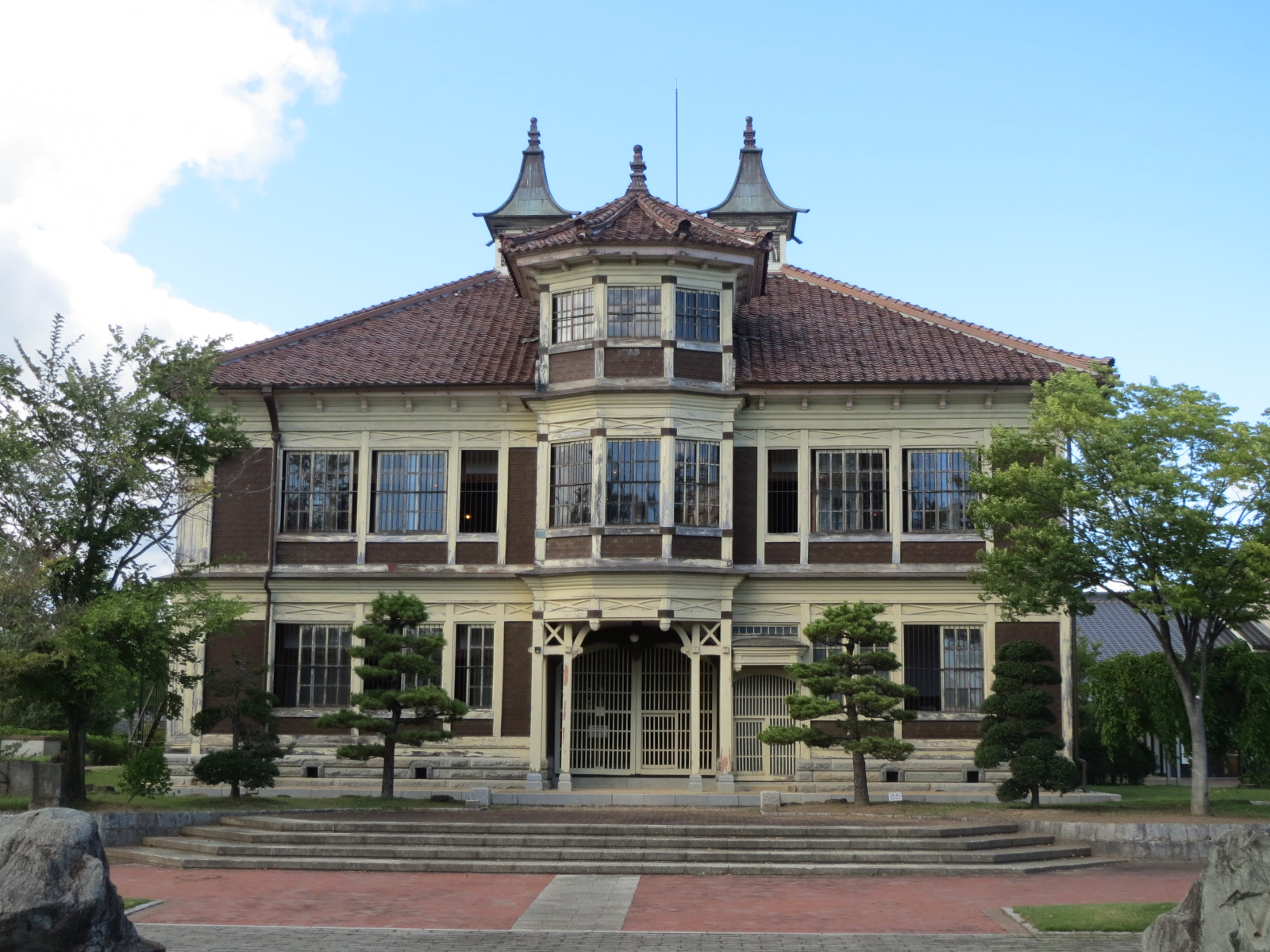
旧亀岡家住宅

  - 霊山寺 – 霊山町大石字倉波。南岳山山王院。天台宗。
  - 霊山日枝神社（山王権現）
  - 霊山神社
- 福源寺 – 下志和田。長倉山（ちょうそうざん）。江戸時代の一揆「天狗廻状騒動」で刑死した斎藤彦内の墓がある。曹洞宗。[7]
- 光台寺 – 伏黒北屋敷。鳳凰山光臺禪寺。曹洞宗。
- 金剛山長谷寺 – 保原町。中本寺常法談林所。豊山派。
- 拈華山三乗院
- 保原薬師堂
- 野崎観音堂
- 八幡山龍寳寺[8]、梁川八幡神社 – 梁川町八幡字堂庭。豊山派。光明院、龜岡寺
- 醫王山藥師寺
- 本覚寺 – 真宗大谷派[9]

### 伝統・文化
- 保原町保原、つつこびき祭り。
- 梁川町山舟生、羽山神社山車祭。
- 霊山竹生嶋流棒術。霊山に古くから伝承され武術。現在、霊山竹生嶋流棒術健康会が地区交流センターで練習会を定期開催。
- 大東流合気柔術。伝承によると1898年（明治31年）に霊山神社で宮司の保科頼母から武田惣角に伝承されたという。現在、霊山では伝承されていない。

### 施設・公園
- やながわ希望の森公園
- 赤坂の里森林公園
- 保原総合公園
- 高子沼ハイキングコース
- 霊山こどもの村
- 月見舘森林公園
- 温泉
  - カッパ王国
- 道の駅伊達の郷りょうぜん

### スポーツチーム
- エフコムBC - エフコムが保有する、社会人野球のクラブチーム。かつては富士通アイソテックが保有していた。

## 教育

### 高等学校
県立
- 福島県立伊達高等学校

私立
- 聖光学院高等学校

### 中学校
- 伊達市立伊達中学校
- 伊達市立梁川中学校
- 伊達市立松陽中学校
- 伊達市立桃陵中学校
- 伊達市立霊山中学校
- 伊達市立月舘学園中学校

### 小学校
- 伊達市立伊達小学校
- 伊達市立伊達東小学校
- 伊達市立梁川小学校
- 伊達市立粟野小学校
- 伊達市立堰本小学校
- 伊達市立保原小学校
- 伊達市立大田小学校
- 伊達市立上保原小学校
- 伊達市立柱沢小学校
- 伊達市立掛田小学校
- 伊達市立小国小学校
- 伊達市立月舘学園小学校

### 幼稚園
市立
- 伊達市立伏黒幼稚園
- 伊達市立粟野幼稚園
- 伊達市立堰本幼稚園
- 伊達市立保原幼稚園
- 伊達市立柱沢幼稚園

私立
- 保原教会幼稚園

### 特別支援学校
県立
- だて支援学校

## 主要施設

### 公立病院
- 公立藤田総合病院 - 所在地は国見町。伊達市、国見町、桑折町の1市2町による公立藤田総合病院組合が運営。

### 育児福祉
- 伊達市立保原保育園
- 伊達市立保原第二保育園
- 伊達市立月舘保育園
- （私立）伊達保育園
- （私立）梁川保育園
- （私立）梁川中央保育園
- （私立）ふれ愛保育園
- （私立）霊山三育保育園

上記のほか、農繁期の4月 - 7月、8月 - 11月のみ、農業地区に開所する公立の季節保育所が設けられる。開所期間は地区によって異なる。

### 警察署
- 伊達警察署

### 郵便局
郵便局
- 梁川郵便局（集配局）
- 掛田郵便局（集配局）

- 伊達郵便局
- 保原郵便局
- 粟野郵便局
- 五十沢郵便局
- 石戸郵便局

- 岩代小国郵便局
- 大枝郵便局
- 堰本郵便局

- 月舘郵便局
- 富成郵便局
- 伏黒郵便局

- 山舟生郵便局
- 霊山郵便局

簡易郵便局
- 大田簡易郵便局

- 柱田簡易郵便局

- 白根簡易郵便局

- 小手簡易郵便局

## 交通

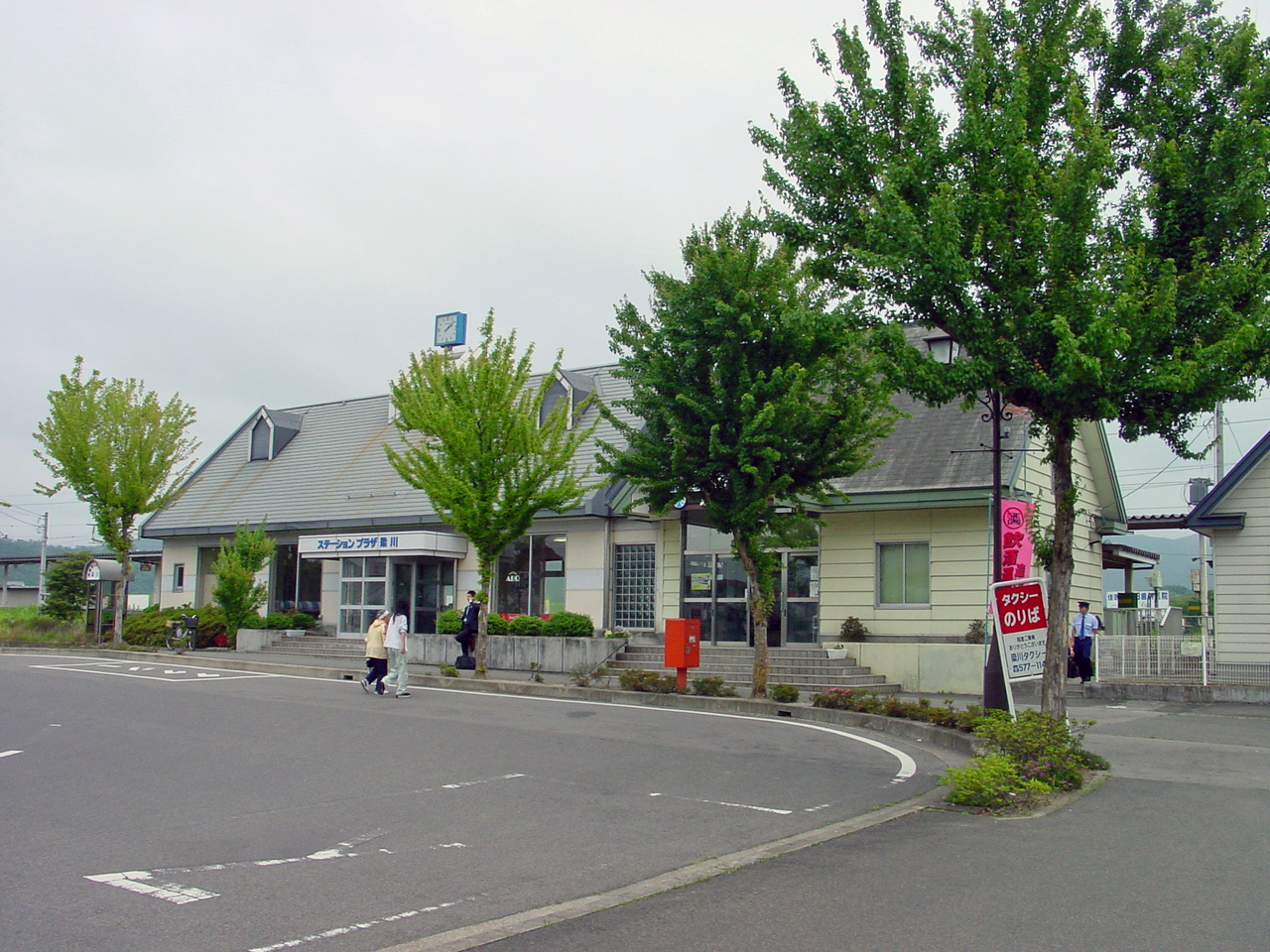
梁川駅

### 鉄道
- JR東北本線：伊達駅
- 阿武隈急行線：高子駅 - 上保原駅 - 保原駅 - 大泉駅 - 二井田駅 - 新田駅 - 梁川駅 - やながわ希望の森公園前駅 - 富野駅 - 兜駅

※JTB時刻表による中心駅は、保原駅となっている。

### バス
一般路線
- 福島交通

高速バス
- 会津乗合自動車「仙台空港 - 福島 - 会津若松線」

### 道路
高速道路
- 東北中央自動車道（相馬福島道路）
  - 伊達桑折IC - 伊達中央IC - 霊山IC - 霊山飯舘IC

一般国道
- 国道4号
- 国道115号
- 国道349号
- 国道399号

主要地方道
- 福島県道4号福島保原線
- 福島県道31号浪江国見線
- 福島県道45号丸森霊山線
- 福島県道51号霊山松川線

一般県道
- 福島県道101号丸森梁川線
- 福島県道102号平松梁川線
- 福島県道104号川前梁川線
- 福島県道122号梁川霊山線
- 福島県道123号保原伊達崎桑折線
- 福島県道125号保原桑折線
- 福島県道149号月舘霊山線
- 福島県道150号伊達霊山線
- 福島県道269号月舘川俣線
- 福島県道315号臼石月舘線
- 福島県道316号広畑月舘線
- 福島県道317号山口保原線
- 福島県道318号上小国下川原線
- 福島県道320号五十沢国見線
- 福島県道321号大枝貝田線
- 福島県道353号国見福島線
- 福島県道387号飯坂保原線

## 著名な出身者

### 出身者
政治家
- 加藤宗平 - 元梁川町長、衆議院議員
- 金子恵美 - 衆議院議員
- 金子徳之介 - 元保原町長、衆議院議員
- 小林香 - 元福島市長
- 佐藤忠望 - 明治時代の政治家・衆議院議員（2期）
- 須田博行 - 伊達市長
- 仁志田昇司 - 元保原町長（2001年-2005年）、元伊達市長（2006年-2018年）

学者・研究
- 小野隆庵 - 医学者（漢方医学）
- 斎藤勇 - 英文学者、東京女子大学学長
- 三浦謹之助 - 医学者（内科学）

実業家
- 高島英也 - サッポロビール社長
- 織田大蔵 - 元福島交通社長

創作家
- 佐藤ジュンコ - イラストレーター ※霊山町出身
- 宍戸梅軒 - 俳人・歌人
- すずき大和 - 漫画家
- 高見梁川 - 小説家
- 赤井由紀 - 洋画家

文化人
- 太田良平 - 彫刻家

スポーツ選手
- 大橋忠司 - 陸上競技選手（砲丸投）
- 岡正光 - 元プロ野球選手
- 信夫山治貞 - 大相撲力士（小野川部屋所属で、最高位は東関脇） ※旧保原町出身

通算成績：403勝392敗50休 勝率.507(幕内成績：308勝322敗15休 勝率.489)。「りゃんこの信夫」というあだ名が付いた。
- 高橋華王 - 武道家
- 羽根翠 - 元バレーボール選手、元全日本代表（1998年、2006年）
- 原田悟 - 剣道家
- 三浦弥平 - 陸上競技選手（アントワープオリンピック〈第7回〉、パリオリンピック〈第8回〉マラソン日本代表）

三浦弥平を記念して、1980年（昭和55年）より、毎年晩秋に福島県伊達市梁川町で三浦弥平杯伊達市梁川ロードレース大会が開催されている。
芸能
- 逢笠恵祐 - 俳優、声優
- 小林アリス - 女優、モデル
- 長沢裕 - フリーアナウンサー、女優、タレント
- 新田晃也 - 演歌歌手

### ゆかりの著名人
公人
- 伊達政宗（出羽国米沢（現山形県米沢市）生まれ）初陣の伊具郡（宮城県丸森町）での相馬氏との戦いで、梁川城を伊達軍の拠点としていた。
- 蒲生頼郷(梁川城城代。伊達氏が岩出山城へ移った後、梁川城は蒲生氏郷の領地となり、梁川城には蒲生頼郷が置かれた。)
- 須田長義(梁川城城代。氏郷の死後、梁川城は上杉景勝の領地となり、梁川城には須田長義が置かれた。)
- 松平義昌(陸奥国梁川藩の初代藩主)
- 松平義方(陸奥国梁川藩の第2代藩主)
- 松平義真(陸奥国梁川藩の第3代藩主)
- 松平通春(陸奥国梁川藩の第4代藩主)後、尾張藩主徳川宗春となる
- 松前章広(陸奥国梁川藩の藩主)
- 大條宗行 - 大枝宗行(伊達氏第8代当主伊達宗遠の二男・宗行が、伊達郡東大枝「現：伊達市梁川町東大枝」の袖ヶ崎に居館大枝城を築き、大枝氏「大條氏」を称した)

政治家
- 亀岡高夫(自由民主党所属の衆議院議員。建設大臣、農林水産大臣)旧制・福島県立保原中学校卒業。

学者・研究
- 深谷松男(法学者。専門は、民法・家族法。金沢大学名誉教授)保原高校卒業。

実業家
- 浅倉俊一 （ダイユーエイト創業者・代表取締役会長兼CEO）聖光学院高卒。

創作家
- 安岡章太郎 - 安岡家の本家一家は、養蚕の盛んな梁川では眼病を患う女工が多いと聞いて移住し、眼科医を開業して成功した[10]。

芸能
- 宍戸大全 - 元スタントマン・元俳優。福島県出身。旧制・福島県立保原中学校卒業。
- 伊達さゆり - 声優・伯父がお笑いタレントの（伊達みきお）。
- 伊達みきお - お笑いタレントで、お笑いコンビサンドウィッチマンのツッコミ（一部のコントではボケ）担当。相方は富澤たけし。本名は伊達幹生。ご先祖が伊達氏9代政宗公の弟（宗行公）であり、初代大條（おおえだ）氏を興した人物。曽祖父は宮城控訴院判事を務めた（伊達亮治）、姪は声優の（伊達さゆり）。

スポーツ選手
- 遠藤雅洋（元社会人野球選手・聖光学院出身。）（神奈川県出身）
- 岡野祐一郎（プロ野球選手・聖光学院出身。）（宮城県出身）
- 歳内宏明（元プロ野球選手・聖光学院出身。）（兵庫県出身）
- 佐藤都志也 （プロ野球選手・WBSCプレミア12、2024日本代表・聖光学院出身。）（いわき市出身）
- 佐藤龍一郎（元プロ野球選手・保原高校出身。）（福島市出身）
- 杉山琢也（元プロサッカー選手・聖光学院出身。）（福島市出身）
- 鈴木駿輔（台湾の元プロ野球選手・聖光学院出身。）（東京都出身）
- 園部聡（元プロ野球選手・聖光学院出身。）（いわき市出身）
- 高野結羽（プロ野球選手・聖光学院出身。）（福島市出身）
- 知野直人（プロ野球選手・聖光学院中退。）（新潟県出身）
- 船迫大雅 （プロ野球選手・聖光学院出身。）（宮城県蔵王町出身）
- 茂木弘人 （元プロサッカー選手・聖光学院出身。）（福島市出身）
- 八百板卓丸 （元プロ野球選手・聖光学院出身。）（福島市出身）
- 山浅龍之介（プロ野球選手・聖光学院出身。）（秋田県出身）
- 湯浅京己（プロ野球選手・WBC2023日本代表・聖光学院出身。）（三重県出身）
- 横山貴明（元プロ野球選手・聖光学院出身。）（浪江町出身）

指導者
- 斎藤智也(高校野球指導者・聖光学院野球部監督)

## 舞台とする作品
アニメ
- 政宗ダテニクル（ネット配信） 福島ガイナ制作のアニメーションで当市のPRを兼ねた作品。伊達市の痛公用車および阿武隈急行の痛車両ほか行政施設に登場キャラクターが活用されている。